# Magomed Ibraguimkhalílovitx Ibraguímov
|  | Aquest article tracta sobre el lluitador rus nacionalitzat adzerbaigjanès i macedoni nascut l'any 1974. Vegeu-ne altres significats a «Magomed Ibraguímov». |

Magomed Ibraguimkhalílovitx Ibraguímov (en rus: Магомед Ибрагимхалилович Ибрагимов) (Makhatxkalà, 22 de juliol de 1974) és un lluitador de lluita lliure rus d'ascendència àvar nacionalitzat azerbaidjanès i macedoni.
Es va iniciar en la lluita lliure l'any 1985 com a alumne de l'Escola Esportiva VSM de la seva ciutat natal, tenint com a entrenador a Sirazhdin Eldarov i a Magomed Dibirov. Fins 1997 va competir per l'Azerbaidjan, sempre en categoria masculina de menys de 82 kg. Els resultats més exitosos que va conquerir van ser dues medalles d'or als Campionat d'Europa de lluita de 1995 i 1996, organitzats a Friburg i Budapest, respectivament, així com un cinquè lloc als Jocs Olímpics d'Estiu de 1996, disputats a Atlanta. A partir de 1998 va passar a competir en categoria masculina de menys de 85 kg. i per a la federació de l'Antiga República Iugoslava de Macedònia (des de 2018, Macedònia del Nord), arribant a convertir-se en el primer medallista olímpic d'aquest estat. Concretament, es va materialitzar en la medalla olímpica de bronze als Jocs Olímpics d'Estiu de 2000, disputats a Sydney, un èxit que no poder revalidar als Jocs Olímpics d'Estiu de 2004, organitzats a Atenes, perquè va acabar en dinovena posició després d'haver estat eliminat a la primera ronda. No obstant això va assolir altres victòries com la medalla d'or al Campionat d'Europa de lluita de 1999, disputat a Minsk, o la medalla d'argent del Campionat del Món de lluita de 1998, organitzat a Teheran.